# Offerings II: All I Have to Give
Offerings II: All I have to Give é o segundo álbum de adoração da banda Third Day, lançado a 4 de Março de 2003.
O disco inclui faixas gravadas ao vivo, da torné Come Together Fall Tour em 2002. O disco atingiu o nº 18 da Billboard 200, o nº 2 do Top Contemporary Christian e o nº 2 do Top Christian Albums.

## Faixas
1. "Sing A Song" – 4:09
2. "You Are So Good To Me" – 4:02
3. "Creed" (Ao vivo) – 5:59
4. "Offering" – 4:15
5. "Show Me Your Glory" (Ao vivo) – 3:29
6. "Nothing Compares" (Ao vivo) – 5:22
7. "Anything" – 4:18
8. "God Of Wonders" (Ao vivo com Michael Tait) – 4:39
9. "May Your Wonders Never Cease" – 6:33
10. "The Everlasting" – 4:38
11. "Medley - Give/Turn Your Eyes Upon Jesus/With Or Without You/Your Love Oh Lord" (Ao vivo) – 7:36
12. "Take My Life" (Ao vivo) – 4:27